# Spider-Woman (Jessica Drew)
Pour les articles homonymes, voir Spider-Woman.
Jessica Drew, alias Spider-Woman, est une super-héroïne évoluant dans l'univers Marvel de la maison d'édition Marvel comics. Créée par Archie Goodwin, Jim Mooney et Sal Buscema, le personnage de fiction apparaît pour la première fois dans le comic book Marvel Spotlight (vol. 1) #32 en février 1977 (date sur la couverture).
Elle reste l'incarnation la plus connue de Spider-Woman.

## Création du personnage (1977)
Poussé par le président de Marvel Comics, l'auteur Archie Goodwin crée le personnage dans Marvel Spotlight vol.1 #32 (Marvel Spotlight on the Spider-Woman, février 1977) avec l'artiste Sal Buscema. Dans cette histoire, Arachnée est un agent de l'organisation HYDRA, chargée de tuer Nick Fury.

À la fin de l'épisode, elle prend sa liberté en décidant de s'appeler désormais Spider-Woman. Son origine  provient d'une mutation causée par une araignée. 6 mois après, elle réapparaît dans 4 épisodes de Marvel Two-In-One où elle découvre que son histoire est toute différente.

## Première sérieSpider-Woman(1978-1983)
La véritable origine de Jessica Drew est révélée dans Spider-Woman #1 (avril 1978). Le personnage apprend avoir été exposée, étant enfant, à de l'uranium radioactif et que son père lui a injecté un sérum expérimental fait à partir de sang d'araignée irradié pour la soigner. Jessica Drew découvre qu'elle peut voler, projeter des décharge bio-électrique de « venin », avoir une vitesse surhumaine, pouvoir rester accrochée aux murs et être immunisée contre tout poison. Elle émet également des phéromones qui séduisent les hommes.
La série Spider-Woman dure 50 numéros (1978-1983). L'origine de Spider-Woman est réécrite, amplifiée et modifiée plusieurs fois. En 1979, elle a droit à son propre dessin animé.
Le dernier épisode de la première série Spider-Woman met en scène la mort de Jessica Drew, à la suite d'un combat contre la fée Morgane. Un épisode des Vengeurs révèle par la suite que Jessica Drew esit simplement tombée dans le coma. Ressuscitée par les Vengeurs, elle perd cependant ses pouvoirs dans le processus. Dans le crossover Secret Wars, Jim Shooter invente une nouvelle Spider-Woman (Julia Carpenter). Jessica Drew continue son existence dans le civil comme détective privé à San Francisco bien qu'elle travaille plus tard dans la cité asiatique de Madripoor, un emploi qui la met en contact avec Wolverine à plusieurs reprises. Dans un numéro de Spider-Man Team-Up, elle fait la rencontre la deuxième Spider-Woman.
Alors que certains de ses pouvoirs commencent à revenir, Charlotte Witter les lui dérobe. Sans pouvoirs, Jessica Drew devient l'amie et mentor de la troisième Spider-Woman : Mattie Franklin.
En 1979, une série animée de 16 épisodes est créée sous le titre original Spider Woman produit par Depatie-Freleng Enterprises et Marvel Comics Animation

### Scénaristes
- Marv Wolfman (nos 1-9),
- Mark Gruenwald (nos 10-20),
- Steven Grant (nos 19-20),
- Michael Fleischer (nos 21-32),
- Jean Marc DeMatteis (no 33),
- Chris Claremont (nos 34-46),
- Ann Nocenti (nos 47-50)

### Dessinateurs
- Carmine Infantino (nos 1-19),
- Frank Springer (nos 20-21),
- Trevor Von Eeden (nos 23-24),
- Steve Leialoha (nos 25-26, 28, 30-46),
- Jerry Bingham (no 27),
- Ernie Chan (no 29),
- Brian Postman (nos 47-50)

## Spider Woman: Origine(2006)
En 2003, Brian Bendis utilise le personnage de Jessica Drew dans sa série Alias. En 2006, il réinterprète l'origine du personnage dans une mini-série dessinée par les frères Luna.

## New Avengers(2005-2008)
En 2005, Spider-Woman réapparaissait dans Les Nouveaux Vengeurs. Un agent de Hydra proposa à Jessica Drew de lui rendre ses pouvoirs si elle acceptait de rejoindre le SHIELD et de travailler comme agent-double. Sachant qu'elle serait tuée si elle refusait, Jessica accepte le long processus de 17 mois pour retrouver ses pouvoirs. Elle contacte le Shield et se retrouve affectée à la prison de haute sécurité du Raft et elle rejoint les Nouveaux Vengeurs. Elle révèle à Captain America qu'elle est un agent double travaillant pour le SHIELD et pour l'Hydra.
En décembre 2005, Marvel publie Spider-Woman : Origins une mini-série en 5 épisodes écrite par Brian Bendis.
En 2008, dans Secret Invasion, il est révélé qu'avant la formation des Nouveaux Vengeurs, un peu avant Civil War, Jessica Drew a été enlevée par une cellule Skrull au sein de Hydra et remplacée par leur reine Veranke. Après Civil War, elle rejoint les Puissants Vengeurs dans The Mighty Avengers no 7 (2007). Peu après la défaite des Skrulls (dans Secret Invasion no 8), la véritable Jessica Drew est libérée par les Nouveaux Vengeurs.
Après Secret Invasion, pendant le règne sombre (Dark Reign), Jessica Drew rejoint rapidement les Nouveaux Vengeurs aux côtés de Iron Fist, Luke Cage, Jessica Jones, Spider-Man, Ronin, Oiseau Moqueur, Wolverine, Carol Danvers et Captain America.

## Agent du S.W.O.R.D. (2009-2010)
Dans une série limitée créée par Brian Bendis et Alex Maleev, Jessica Drew est approchée par l'organisation antiterroriste S.W.O.R.D. (créée en 2005 dans Astonishing X-Men). Elle accepte d'effectuer plusieurs missions pour l'organisation.

## Membre des Vengeurs (depuis 2010)
En 2010, après la série Siege, Jessica Drew rejoint l'équipe principale des Vengeurs (dans Avengers no 1) dirigée par Captain America.

## Pouvoirs et capacités
Spider-Woman possède une force, une agilité, des réflexes, un sens de l'équilibre, des capacités de régénération et une vitesse surhumaines, toutes ces capacités étant égales à celles d'une araignée proportionnelle à sa taille humaine. Elle est également capable d'adhérer aux surfaces grâce à une sorte de glu générée depuis ses paumes et ses pieds, lui permettant d'escalader des parois comme les murs ou les plafonds avec facilité.
En complément de ses pouvoirs, Jessica Drew est une excellente combattante au corps à corps, entraînée à différents sports de combat. Elle est également une détective remarquable.
- Spider-Woman peut générer à des fins offensives des décharges bio-électriques vertes, qu'elle appelle son « rayon vénéneux » et qui sont suffisamment fortes pour assommer, voire tuer un humain.
- Elle est immunisée à tout type de poisons et de radiations.
- À l'origine, son costume possédait des ailes en toiles d'araignées lui permettant de planer sur de courtes distances. Depuis qu'elle a récupéré ses pouvoirs, elle est capable de voler réellement plutôt que de planer.
- Son corps génère également en permanence des phéromones suscitant un fort plaisir et une attraction chez les hommes, ce qui est aussi un pouvoir de Poison Ivy super-vilaine de DC Comics, et ennemie de Batman, mais dégoûtant les femmes. Elle a cependant appris à utiliser ce pouvoir pour maîtriser les deux sexes.

Contrairement à Spider-Man, Jessica Drew ne peut pas produire de toile d'araignée, que ce soit de façon naturelle ou artificielle, et n'a pas de « sens d'araignée ». Cependant, elle possède ces pouvoirs dans le dessin animé.

## Apparitions dans d'autres médias

### Cinéma
- La série de comic book Spider-Woman (2009) de Brian Michael Bendis et Maleev Alex est adaptée au format motion comic[6],[7].
- Le personnage de Jessica Drew sera présente dans le long métrage Spider-Man: Across the Spider-Verse de Joaquim Dos Santos, Kemp Powers et Justin K. Thompson, prévu en deux parties en 2022 et 2023[8],[9].

### Télévision
Jessica Drew / Spider-Woman est le personnage principal de la série télévisée d'animation Spider-Woman (1979). Cette version diffère radicalement du comic : ici, Jessica Drew est une reporter à un journal, Justice Magazine. Elle affronte des ennemis différents, et la part sombre de la version originale (inspiration de l'occulte, sentiment d'aliénation de Jessica...) est retirée pour donner un ton plus joyeux.
En outre, elle possède des pouvoirs légèrement différents : sa force surhumaine est a priori supprimée et remplacée par des pouvoirs inspirés de ceux de Spider-Man (qui fait deux apparitions dans la série) : un « sens d'araignée » précognitif et la production de toile. Elle peut également semble-t-il voler dès le début de la série, et passer de sa tenue normale à son costume en tournant sur elle-même, de même que Wonder Woman dans la célèbre série télévisée homonyme.

## Publications
- Marvel Essentials : Essential Spider-Woman, 2 volumes.
- Marvel deluxe : Civil War , Tome 1.
- Les étranges X-men, Carrefour, 1986